# Грищук Леонід Петрович
Грищук Леонід Петрович (16 серпня 1941, Житомир, Україна — 13 вересня 2012, Кардіф, Велика Британія) — український, радянський та британський вчений-астрофізик. Доктор фізико-математичних наук (1977), професор, фахівець у галузі загальної теорії відносності та гравітації.

## Біографія
Закінчив житомирську школу №24 з золотою медаллю, вступив до МДУ. Навчався у Зельманова Абрама Леонідовича і Зельдовича Якова Борисовича.
Дослідження Леоніда Грищука відносяться до теорії гравітаційних хвиль, космічного фонового випромінювання, розширення Всесвіту, супергравітації та квантування гравітації.
Автор понад 200 публікацій.
Був професором Кардіффського університету. Товаришував з відомим фізиком Кіпом Торном.